# Liste der Straßen und Plätze in Gorbitz

Lage der Gemarkung Gorbitz in Dresden

Die Liste der Straßen und Plätze in Gorbitz beschreibt das Straßensystem im Dresdner Stadtteil Gorbitz mit den entsprechenden historischen Bezügen. Aufgeführt sind Straßen und Plätze, die im Gebiet der Gemarkung Gorbitz liegen. Kulturdenkmale in der Gemarkung Gorbitz sind in der Liste der Kulturdenkmale in Gorbitz aufgeführt.
Das Gebiet von Gorbitz ist seit 1991 den fünf statistischen Stadtteilen Löbtau-Nord (Nr. 92), Naußlitz (Nr. 94), Gorbitz-Süd (Nr. 95), Gorbitz-Ost (Nr. 96) und Gorbitz-Nord/Neuomsewitz (Nr. 97) zugewiesen, die wiederum zum Stadtbezirk Cotta der sächsischen Landeshauptstadt Dresden gehören. Wichtigste Straßen in der Gorbitzer Flur sind die Kesselsdorfer Straße und die Coventrystraße. Historisch bedeutsam ist zudem die Uthmannstraße als Verbindung zwischen den beiden Dorfkernen Ober- und Niedergorbitz. Insgesamt gibt es in Gorbitz 58 benannte Straßen und Plätze, die in der folgenden Liste aufgeführt sind.

## Legende
Die nachfolgende Tabelle gibt eine Übersicht über die vorhandenen Straßen und Plätze im Ortsteil sowie einige dazugehörige Informationen. Im Einzelnen sind dies:
- Name/Lage: Aktuelle Bezeichnung der Straße oder des Platzes sowie unter ‚Lage‘ ein Koordinatenlink, über den die Straße oder der Platz auf verschiedenen Kartendiensten angezeigt werden kann. Die Geoposition gibt dabei ungefähr die Mitte der Straße an.
- Länge/Maße in Metern: Die in der Übersicht enthaltenen Längenangaben sind nach mathematischen Regeln auf- oder abgerundete Übersichtswerte, die in Google Earth mit dem dortigen Maßstab ermittelt wurden. Sie dienen eher Vergleichszwecken und werden, sofern amtliche Werte bekannt sind, ausgetauscht und gesondert gekennzeichnet. Bei Plätzen sind die Maße in der Form a × b dargestellt. Der Zusatz ‚im Stadtteil‘ bzw. ‚im Ortsteil‘ gibt an, wie lang die Straße innerhalb des Stadt-/Ortsteils ist, sofern sie durch mehrere Stadt-/Ortsteile verläuft.
- Namensherkunft: Ursprung oder Bezug des Namens.
- Jahr der Benennung: Zeitpunkt, zu dem die Straße ihren heute gültigen Namen erhielt (sofern bekannt).
- Anmerkungen: Weitere Informationen bezüglich anliegender Institutionen, der Geschichte der Straße, historischer Bezeichnungen, Baudenkmalen usw.
- Bild: Foto der Straße.

## Straßenverzeichnis
| Name/Lage                    | Länge/Maße | Namensherkunft                              | Jahr der Benennung | Anmerkungen | Bild                    |
| ---------------------------- | ---------- | ------------------------------------------- | ------------------ | --- | ----------------------- |
| Altgorbitz Lage              |            | Dorfkern von Niedergorbitz                  | 1921               | | Altgorbitz              |
| Altgorbitzer Ring Lage       |            | Gorbitz                                     | 1979               | Wohnbebauung (WBS 70), Einkaufsmöglichkeiten, Freiwillige Feuerwehr Gorbitz, Alten- und Pflegeheim der Volkssolidarität Dresden | Altgorbitzer Ring       |
| Am Altfrankener Park Lage    |            | Altfrankener Park                           | 1950               | vor 1926 Wilhelmstraße, dann Am Lucknerpark | Am Altfrankener Park    |
| Am Brunnen Lage              |            | Gorbitzer Röhrfahrt                         | 1921               | Bis 1921 Talstraße. 1584 wurde hier ein Brunnen angelegt, von dem aus über hölzerne Wasserleitung (die Gorbitzer Röhrfahrt) das Dresdner Residenzschloss mit Wasser versorgt wurde. Das Haus Nr. 5 steht unter Denkmalschutz. | Am Brunnen              |
| Am Gorbitzbach Lage          |            | Gorbitzbach                                 | 1979               | Wohnbebauung (WBS 70), ehemalige 132. Grund- und Mittelschule (2012–14 zu Wohnungen umgebaut) | Am Gorbitzbach          |
| Am Ziegenberg Lage           |            | Flurname Am Ziegenberg                      | 1921               | bis 1921 Quergasse; bei den Luftangriffen auf Dresden wurden hier im Februar 1945 einige Gebäude zerstört | Am Ziegenberg           |
| Amalie-Dietrich-Platz Lage   |            | Amalie Dietrich                             | 1993               | bis 1993 Platz der Bauarbeiter, Einkaufszentren Gorbitzer Hof und Kess, Ärztehaus, drei Wohnhochhäuser des Typs WHH 17, 135. Grundschule | Amalie-Dietrich-Platz   |
| Asternweg Lage               |            | Astern                                      | 1979               | Wohnbebauung (WBS 70), Kindertagesstätte | Asternweg               |
| Beerenhut Lage               |            | Wüstung Beerhut                             | 1921               | Bis 1921 Roßthaler Straße. Die Häuser Nr. 10a, 14 und 24 stehen unter Denkmalschutz. | Beerenhut               |
| Birkenstraße Lage            |            | Birken                                      | 1983               | Wohnbebauung (WBS 70) | Birkenstraße            |
| Braugäßchen Lage             |            | ehemalige Gorbitzer Brauerei                | 1921               | bis 1921 Brauereistraße | Braugäßchen             |
| Braunsdorfer Straße Lage     |            | Braunsdorf                                  | 1921               | Die Straße wurde 1898 in Löbtau angelegt und wurde zunächst nach der sächsischen Kronprinzessin Luise von Toscana Prinzeß-Luisen-Straße genannt. 1921 wurde sie in Braunsdorfer Straße umbenannt. Im Zuge der Errichtung des Neubaugebiets wurde sie nach Gorbitz verlängert. Auf Gorbitzer Flur befindet sich hier Wohnbebauung (WBS 70 und ein Hochhaus des Typs WHH 17) | Braunsdorfer Straße     |
| Coventrystraße Lage          |            | Coventry                                    | 1993               | 1979 angelegt; bis 1993 Hermann-Matern-Straße, dann Umbenennung nach Dresdens Partnerstadt Coventry; die Straße mündet in den zwischen 1999 und 2002 erbauten Bramschtunnel | Coventrystraße          |
| Dahlienweg Lage              |            | Dahlien                                     | 1979               | Wohnbebauung (WBS 70), Kindertagesstätte | Dahlienweg              |
| Ebereschenstraße Lage        |            | Eberesche                                   | 1983               | Wohnbebauung (WBS 70), 2005 wurde ein Teil der Bebauung abgerissen und an dieser Stelle der Stadtblickpark angelegt. | Ebereschenstraße        |
| Espenstraße Lage             |            | Espe                                        | 1983               | Laborschule Dresden, Kindertagesstätte | Espenstraße             |
| Fliederberg Lage             |            | Flurname Fliederberg                        | 1921               | Bis 1921 Bergstraße; Die Häuser Nr. 2 und 18 dienten ehemals als Schänke bzw. Restaurant. Die Häuser Nr. 1, 2 und 4 sowie der Keller von Nr. 18 stehen unter Denkmalschutz. | Fliederberg             |
| Forsythienstraße Lage        |            | Forsythien                                  | 1986               | Die Straße verläuft durch Gorbitz und Omsewitz. Die hier befindliche 142. Grundschule wurde nach 2002 abgerissen; an ihrer Stelle entstand 2006 ein Neubau; die ehemalige Schulsporthalle ist noch erhalten. | Forsythienstraße        |
| Georginenweg Lage            |            | Dahlien (Georginen)                         | 1967               | Anfang der 1930er Jahre angelegt; zwischen 1933 und 1967 Malmedystraße | Georginenweg            |
| Geyersgraben Lage            |            | Geyersgraben                                | 1921               | Bis 1921 Am Graben. Das Haus Nr. 15 steht unter Denkmalschutz | Geyersgraben            |
| Gorbitzer Straße Lage        |            | Gorbitz                                     | 1926               | Die Straße hieß in Leutewitz ursprünglich Oberer Leichenweg und in Gorbitz Leutewitzer Straße. 1904 wurde sie in Leutewitz in Gorbitzer Straße umbenannt, 1926 erfolgte auch in Gorbitz die Umbenennung. | Gorbitzer Straße        |
| Hainbuchenstraße Lage        |            | Hainbuche                                   | 1983               | Wohnbebauung (WBS 70) | Hainbuchenstraße        |
| Heimkehr Lage                |            | unbekannt                                   | 1920               | Wohnbebauung | Heimkehr                |
| Helbigsdorfer Weg Lage       |            | Helbigsdorf                                 | 1979               | Wohnbebauung (WBS 70), Volkshochschule Dresden (Standort Gorbitz) | Helbigsdorfer Weg       |
| Herzogswalder Straße Lage    |            | Herzogswalde                                | 1979               | Wohnbebauung (WBS 70) | Herzogswalder Straße    |
| Hetzdorfer Straße Lage       |            | Hetzdorf                                    | 1979               | Wohnbebauung (WBS 70) | Hetzdorfer Straße       |
| Hilbertstraße Lage           |            | Carl Hilbert (1848–1923), Gemeindeältester  | 1912               | 1920 Verlängerung zur Kesselsdorfer Straße | Hilbertstraße           |
| Hirtenstraße Lage            |            | ehemalige Viehtreibe des Kammerguts Gorbitz | 1926               | Nach 1921 wurde hier mit dem Bau einer Stadtrandsiedlung begonnen, die erst in den 1930er Jahren fertiggestellt wurde. Bis 1926 hieß die Straße Pietzschstraße. | Hirtenstraße            |
| Hofwiesenstraße Lage         |            | Flurname Hofwiesen                          | 1921               | Bis 1921 Dammweg. Die Hofwiesen, die an dieser Straße lagen, trugen diesen Namen, weil sie zum Kammergut Gorbitz gehörten, das direkt dem kurfürstlich-sächsischen Hof unterstand. Die Hofwiesenstraße führt als Gartenweg weiter durch das benachbarte Wölfnitz. Die Häuser Nr. 6 und 28 stehen unter Denkmalschutz. | Hofwiesenstraße         |
| Höhenpromenade Lage          |            |                                             | 1979               | Fußgängerzone beiderseits der Straßenbahntrasse | Höhenpromenade          |
| Julius-Vahlteich-Straße Lage |            | Julius Vahlteich                            | 1979               | Polizeirevier Dresden-West | Julius-Vahlteich-Straße |
| Kapellenweg Lage             |            | Kapelle Gorbitz                             | 1926               | bis 1926 Hermannstraße | Kapellenweg             |
| Kaufbacher Straße Lage       |            | Kaufbach                                    | 1986               | Die Straße wurde Anfang der 1980er Jahre angelegt, um Abraum, der bei der Errichtung des Neubaugebiets anfiel, zur ehemaligen Sandgrube am Firstenweg in Dölzschen/Roßthal zu transportieren. Hier befindet sich das Herrenhaus Gorbitz, der letzte erhaltene Teil des ehemaligen Kammerguts; es steht unter Denkmalschutz. | Kaufbacher Straße       |
| Kesselsdorfer Straße Lage    |            | Kesselsdorf                                 | 1904               | Die Kesselsdorfer Straße war ursprünglich Teil der Verbindung zwischen dem Kloster Altzella und dessen Besitzungen in Leubnitz-Neuostra und verband die Residenzstadt Dresden mit der wichtigen Bergbaustadt Freiberg. Im 18. Jahrhundert wurde sie zur Poststraße, von 1810 bis 1812 dann zur Chaussee ausgebaut. Ab 1871 hieß sie zunächst Wilsdruffer Straße, im 20. Jahrhundert war sie als Bundesstraße 173 bedeutend, bis diese nach Norden (Bramschtunnel) verlegt wurde. Die Häuser Nr. 127, 179, 179a, 185, 187, 189, 200 und 208 stehen unter Denkmalschutz. | Kesselsdorfer Straße    |
| Kirschenstraße Lage          |            | Japanische Blütenkirsche                    | 1983               | Wohnbebauung (WBS 70) | Kirschenstraße          |
| Leßkestraße Lage             |            | Friedrich August Leßke                      | 1921               | bis 1921 Schulstraße; hier befindet sich das älteste Schulgebäude von Gorbitz (1890 errichtet, 2001 geschlossen); Kindertagesstätte. Die Häuser Nr. 1, 6, 10 und 12 stehen unter Denkmalschutz. | Leßkestraße             |
| Leutewitzer Ring Lage        |            | Leutewitz                                   | 1979               | Wohnbebauung (WBS 70), Philippuskirche, Schulcampus mit Gymnasium Dresden-Gorbitz und BSZ für Wirtschaft „Franz Ludwig Gehe“, zwei Kindertagesstätten, Seniorenheim des Arbeiter-Samariter-Bundes. Die Häuser Nr. 31 und 33, die Wand- und Deckenbilder von Nr. 5, der Märchenbrunnen und die Philippuskirche (Nr. 75) stehen unter Denkmalschutz. | Leutewitzer Ring        |
| Limbacher Weg Lage           |            | Limbach                                     | 1979               | Wohnbebauung (WBS 70), Kindertagesstätte | Limbacher Weg           |
| Malterstraße Lage            |            | Malter                                      | 1926               | bis 1926 Südstraße; seit 1923 befindet sich hier auf Gorbitzer Flur die Sportstätte Malterstraße; Kindertagesstätte | Malterstraße            |
| Margeritenstraße Lage        |            | Margeriten                                  | 1967               | Anfang der 1930er Jahre angelegt; zwischen 1933 und 1967 Eupener Straße | Margeritenstraße        |
| Merianplatz Lage             |            | Maria Sibylla Merian                        | 1993               | 1979 angelegt; bis 1993 Platz der Eisenbahner, Einkaufszentrum Sachsenforum, Stadtteilbibliothek | Merianplatz             |
| Nelkenweg Lage               |            | Nelken                                      | 1933               | Hier entstand 1933 eine Stadtrandsiedlung, in der Arbeitslose zu günstigen Krediten kleine Wohnhäuser mit Ställen errichten konnten. Die Grundstücke wurden von der Stadt kostenlos zur Verfügung gestellt. Nach der benachbarten Schweinesenke wurde die Siedlung bald „Schweinesiedlung“ genannt, ihre offizielle Bezeichnung lautet aber „Wetterscheide“. | Nelkenweg               |
| Neunimptscher Straße Lage    |            | Günther Karl Albrecht von Nimptsch          |                    | Der Roßthaler Rittergutsbesitzer Günther Karl Albrecht von Nimptsch ließ hier ab 1785 mehrere Drescherhäuser errichten. Die Siedlung, zu der noch weitere Gebäude gehören, erhielt den Namen Neunimptsch. Die Häuser Nr. 6 und 12 stehen unter Denkmalschutz. | Neunimptscher Straße    |
| Omsewitzer Ring Lage         |            | Omsewitz                                    | 1979               | Wohnbebauung (WBS 70), 138. Ober- und 139. Grundschule, zwei Kindertagesstätten | Omsewitzer Ring         |
| Pesterwitzer Straße Lage     |            | Pesterwitz                                  | 1922               | Die Häuser Nr. 2 und 7 stehen unter Denkmalschutz. | Pesterwitzer Straße     |
| Rädestraße Lage              |            | Friedrich Gottlieb Räde, Gemeindevorstand   | 1926               | bis 1926 Heinrichstraße; 1905 wurde hier der Obergorbitzer Friedhof angelegt | Rädestraße              |
| Robinienstraße Lage          |            | Robinien                                    | 1983               | Wohnbebauung (WBS 70) | Robinienstraße          |
| Schlehenstraße Lage          |            | Schlehdorn                                  | 1986               | Die Straße liegt größtenteils in der Gemarkung Omsewitz, auf Gorbitzer Flur befindet sich der Betriebshof Gorbitz | Schlehenstraße          |
| Schreberstraße Lage          |            | Moritz Schreber                             | 1933               | Hier entstand 1933 eine Stadtrandsiedlung, in der Arbeitslose zu günstigen Krediten kleine Wohnhäuser mit Ställen errichten konnten. Die Grundstücke wurden von der Stadt kostenlos zur Verfügung gestellt. Nach der benachbarten Schweinesenke wurde die Siedlung bald „Schweinesiedlung“ genannt, ihre offizielle Bezeichnung lautet aber „Wetterscheide“. | Schreberstraße          |
| Silberfund Lage              |            | Fund historischer Silbermünzen              | 1921               | bis 1921 Mittelstraße. Das Haus Nr. 3 und der Keller von Haus Nr. 2 stehen unter Denkmalschutz. | Silberfund              |
| Sonnenblumenweg Lage         |            | Sonnenblume                                 | 1979               | Wohnbebauung (WBS 70) | Sonnenblumenweg         |
| Spartenweg Lage              |            |                                             | 1979               | Fußweg zwischen Conertplatz und Dahlienweg | Spartenweg              |
| Tanneberger Weg Lage         |            | Tanneberg                                   | 1979               | Wohnbebauung (WBS 70) | Tanneberger Weg         |
| Tulpenweg Lage               |            | Tulpen                                      | 1933               | Hier entstand 1933 eine Stadtrandsiedlung, in der Arbeitslose zu günstigen Krediten kleine Wohnhäuser mit Ställen errichten konnten. Die Grundstücke wurden von der Stadt kostenlos zur Verfügung gestellt. Nach der benachbarten Schweinesenke wurde die Siedlung bald „Schweinesiedlung“ genannt, ihre offizielle Bezeichnung lautet aber „Wetterscheide“. | Tulpenweg               |
| Uthmannstraße Lage           |            | Gustav Adolf Uthmann                        | 1921               | bis 1921 Dorfstraße bzw. Brauereistraße; Verbindungsstraße zwischen Ober- und Niedergorbitz. Die Häuser Nr. 30, 31, 32, 34, 36, 38, 40, 43, 67, 71, 75 und 79 sowie die Kapelle Gorbitz (Nr. 26) und die Stützmauern entlang der Straße stehen unter Denkmalschutz. | Uthmannstraße           |
| Weideweg Lage                |            | Weiden                                      | 1983               | Wohnbebauung (WBS 70) | Weideweg                |
| Wilsdruffer Ring Lage        |            | Wilsdruff                                   | 1983               | 1983 angelegt; Wohnbebauung (WBS 70) | Wilsdruffer Ring        |
| Wölfnitzer Ring Lage         |            | Wölfnitz                                    | 1979               | Wohnbebauung (WBS 70), Erlebnisbad Elbamare | Wölfnitzer Ring         |